# Хелен (Нижняя Саксония)
Хелен (нем. Hehlen) — община в Германии, в земле Нижняя Саксония.
Входит в состав района Хольцминден. Подчиняется управлению Боденвердер. Население составляет 1962 человека (на 31 декабря 2010 года). Занимает площадь 21,59 км².
| Год  | Население |
| ---- | --------- |
| 1990 | 2217      |
| 1995 | 2223      |
| 2000 | 2167      |
| 2005 | 2173      |
| 2010 | 2006      |